# 鹹甘草糖

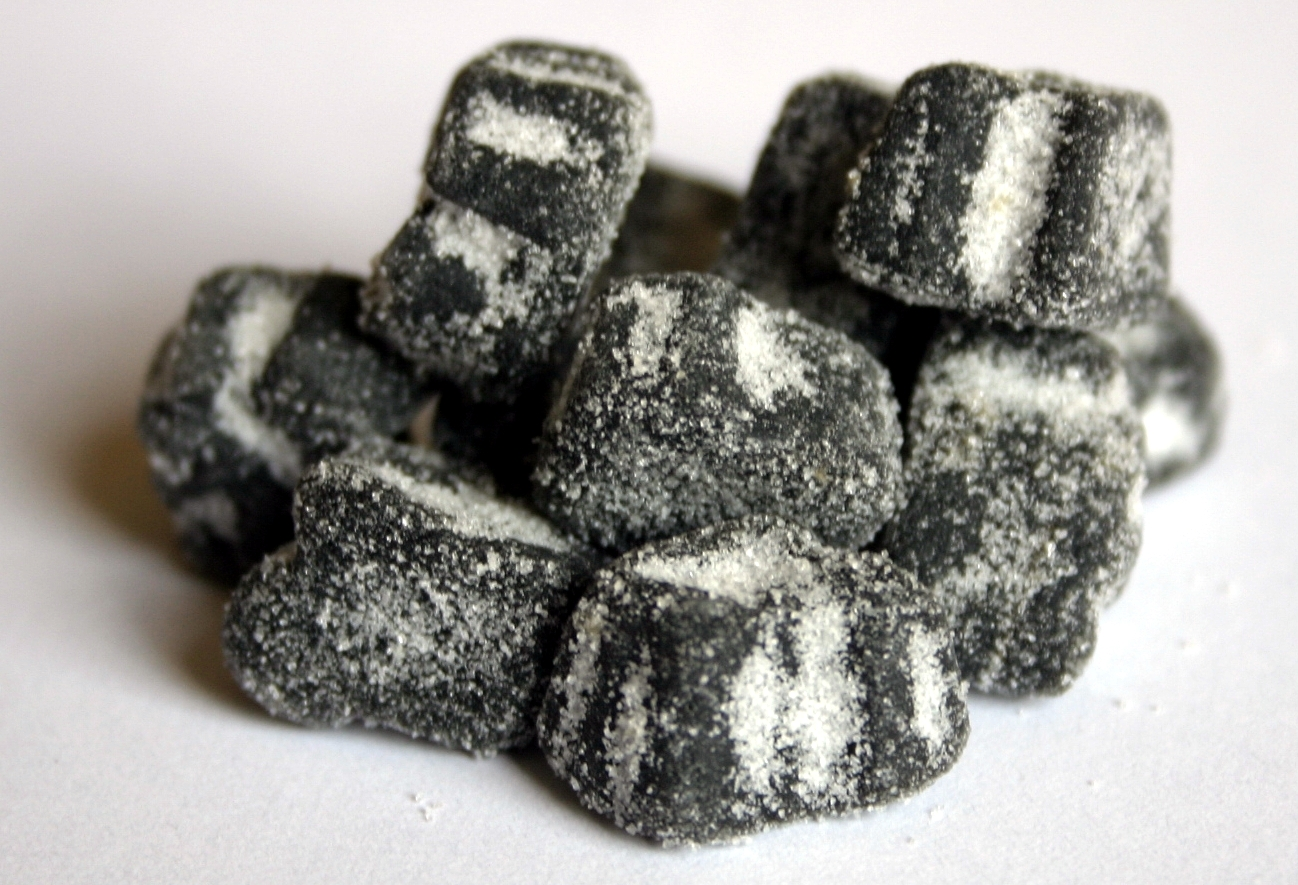
鹹甘草糖

鹹甘草糖是一種甘草糖（liquorice）。除甘草精、糖和漿或阿拉伯膠等普通甘草糖常有的成份外，其亦包含相對較多量氯化銨（salmiac）的成分。儘管普通的甘草糖亦含有少量氯化銨，但鹹甘草糖內可包含多至8%的氯化銨成份。除此之外，與普通的甘草糖相比，鹹甘草糖的味道亦較少受到高含量的糖份的遮蔽。含較多食鹽（氯化鈉）的種類稱“zout”（“鹽”的荷蘭語稱呼），英語亦稱“荷蘭鹹甘草糖”（Dutch salted licorice）。
鹹甘草糖幾乎總是深棕色至黑色或深青色，且其硬度從非常軟至非常硬都有，且可能是脆的。其他用於鹹甘草糖之上的顏色包括了白色和不同種的灰色。碳煙（Carbon black）於此種糖果中被用作一種食用色素。

## 各國對鹹甘草糖的稱呼
在德國北部、荷蘭、北歐五國和波羅的海國家等地，這種東西相當受歡迎。以下為這種糖在不同國家中的名稱：
- 芬蘭語：
- 英語：
- 德語：
- 荷蘭語：
- 丹麥語：
- 拉脫維亞語：
- 瑞典語：
- 愛沙尼亞語：
- 冰島語：

### 芬蘭的鹹甘草糖

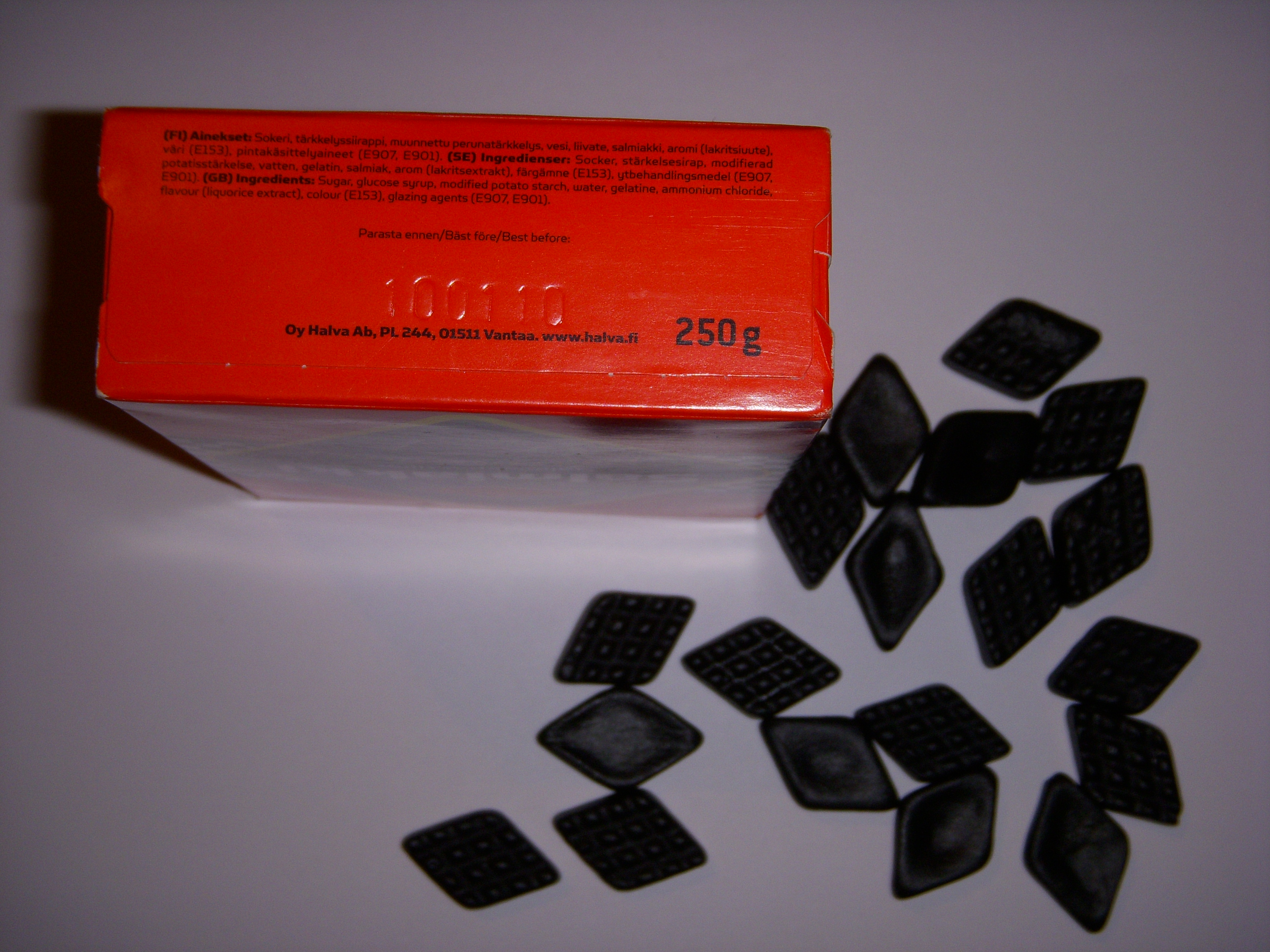
“Halva”牌的芬蘭鹹甘草糖包含了糖、玉米糖漿、馬鈴薯粉、水、明膠、氯化銨、甘草精、食用色素E153和上光劑E907（Crystalline wax）、E901（Beeswax）等。它的形狀為邊長17mm，對角線長18與28mm且厚7-8mm的菱形。

氯化銨的拉丁語名為sal ammoniac。在芬蘭語中，這糖果通常被稱作鹹甘草糖，儘管這詞也可指稱其他包含氯化銨的產品。salmiakkimakeinen或salmiakkilakritsi這兩個詞有時也被使用。在有必要的狀況下，指稱純粹的氯化銨時，亦可使用raakasalmiakki（raaka意即「生的」）一詞。
Salmiakki本是Fazer公司的商業名稱（Trade Name），但很快地這詞就如Nylon一詞般，變成了一種通用商標名稱。其較常見製品為喉糖。芬蘭的salmiakki喉糖一般呈菱形，以致於salmiakki一詞有時可指這種形狀。像例如芬蘭國防軍的後備軍官生的階級章，有時便因其形狀而被稱為salmiakki。然而有時，尤其在其他國家中，其他的形狀也會被用於此種糖果上。

### 其他國家的鹹甘草糖
在瑞典語、丹麥語和挪威語中，這種糖果有時被分別稱作salmiaklakrits、salmiklakrids和salmiakklakris，其中salmiak(k)指稱其氯化銨成份。在荷蘭語中，salmiakdrop指稱有高氯化銨濃度的甘草糖，而zoute drop指稱含食鹽的甘草糖。在荷蘭亦有一種粉狀的、稱之為Salmiak的糖，它同時有甜味和鹹味的版本。
在美國類似口味的糖果也可被買到，它們在美國被稱作double-salt licorice或Dutch double salts等。

## 其他用途
除了用作糖果外，鹹甘草糖亦可用來對伏特加、巧克力、蒸餾黑麥白蘭地、冰淇淋、可樂和口含煙（Snus）等進行調味，它最近亦用於肉（Salmiakkipossu是一種以鹹甘草糖調味的豬肉，它的名稱或許是對一種以鹹甘草糖調味的Koskenkorva酒的稱呼Salmiakkikossu的雙關）的調味上。

### 書本
- Annala, Jukka. . 2001. ISBN 952-5180-27-1.

## 外部連結
- The Finnish Salmiakki Association（页面存档备份，存于）
- Descriptions and reviews of many danish liquorice products (in danish)
- Review blog of various Finnish salmiak candies（页面存档备份，存于）